# معركة رعيم
معركة رعيم هي معركة قصيرة وقعت في ساعات مبكّرة من يوم 7 تشرين الأول/أكتوبر 2023 عندما أطلقت حماس عملية طوفان الأقصى. شهدت المعركة اقتحامًا للمقاومين الفلسطينيين ثمَّ اشتباكاتٍ مع المجنَّدين الإسرائيليين داخل القاعدة حيث سقطَ عددٌ غير معروفٍ منهم ما بين قتيلٍ وأسير، قبل أن تنسحبَ كتائب القسام عائدة للقطاع ليستعيد الجيش الإسرائيلي السيطرة على القاعدة بعدما خاض حرب شوارع مع من تبقَّى من مقاتلي حماس في المنطقة.

## خلفية
تُعرف قاعدة رعيم العسكريّة باسمِ مقر قيادة فرقة غزة، وهي قوة عسكرية كبيرة مكونة من جميع التشكيلات العسكرية الإسرائيلية، وقريبة من قاعدة المدرعات. تتمثلُ مهمة الفرقة الأساسية في تأمينِ كل الحدود مع مصر من شرقي رفح إلى السودانية، وصولا إلى مستوطنة زيكيم داخل إسرائيل.

## المعركة

### الاقتحام
نجحَ المقامون في كتائب الشهيد عز الدين القسام في اقتحامِ قاعدة رعيم العسكرية التي كانت مقر القيادة الإسرائيلية لفرقة غزة وذلك بُعيد العاشرة صباحًا (توقيت فلسطين) أي بعد نحو خمس ساعاتٍ من الانطلاق الفعلي لمعركة طوفان الأقصى.
استعملَ القساميون في عملية الاقتحام دراجات نارية وسيارات خاصة للوصول لقلبِ القاعدة العسكريّة التي واجهوا فيها بعضًا من جنود الجيش الإسرائيلي والذين قُتل أغلبهم خلال اشتباكاتٍ مباشرة بالرشاشات والأسلحة الناريّة فيما أُسر آخرين ومن المحتملِ أنه جرى سحبهم لداخل القطاع للاحتفاظِ بهم كأسرى حرب.

### الاشتباكات
أظهر مقطع فيديو نشره الإعلام العسكري لكتائب القسام المقاومين المسلّحين وهم يتحركون بحريّة في ممرات وجنبات القاعدة بعد السيطرة الكليّة عليها، كما وثَّقت مقاطع فيديو أخرى التقطها المقتحمون جثث الجنود الإسرائيليين وهي ملقاةٌ في ممرات القاعدة ومبانيها المختلفة.

### استعادة السيطرة
انسحبَ المقاتلون الفلسطينيون في وقتٍ لاحقٍ من القاعدة العسكريّة بعد غزوها عائدين صوبَ قطاع غزة وفي صُحبتهم عددٌ من الأسرى والغنائم بما في ذلك العتاد.